# إلينيا إرماتشي إم-346 ماستر
إلينيا إرماتشي إم-346 ماستر (بالإنجليزية: Alenia Aermacchi M-346 Master)‏ هي طائرة تدريب أنتجت في إيطاليا. من صناعة إلينيا إرماتشي. كان أول طيران لها في 15 يوليو 2004.

## نبذة
تعتبر طائرة T-346A أول طائرة من مجموعة طائرات M-346 يتم الانتهاء من تصنيعها. في موقع إلينيا إرماتشي في فينيغونو يقوم الآن بعمليات بناء الطائرات على خط الإنتاج بطريقة أوتوماتيكية سريعة، بحيث أنها قادرة على تسليم 48 طائرة في العام بأسعار تنافسية وبنوعية عالية من الجودة لكي تستطيع أن تحقق أعلى متطلبات التصنيع لهذا البرنامج.
حققت طائرة M-346 التي تم إنتاجها خصيصا لسلاح الجو الإيطالي أول طلعة جوية لها في 31 آذار/ مارس، وقد أطلق عليها سلاح الجو الإيطالي اسم T-346A.
جهود تسويق طائرات M346 لشركة إلينيا إرماتشي ناشطة في أوروبا وفي سائر بلدان العالم. ويستعد فرع إلينيا في أميركا الشمالية لتقديم عرضها لبرنامج T-X Trainer لاستبدال طائرات التدريب لدى سلاح الجو الأميركي، وذلك بتقديم طائرة T-100 التي هي النموذج الأميركي لطائرة M-346. وتعتبر T-100 الطائرة الأكثر حداثة والأعلى أداءً وهي آمنة بالنسبة لطلبة الطيران، والأدنى كلفة على مدى عمر الطائرة بالمقارنة مع كافة طائرات التدريب المتواجدة في الأسواق اليوم. وقد أبدت أسلحة الجو في العديد من البلدان اهتمامها بهذه الطائرة التي تلبي أحدث احتياجات التدريب على استخدام طائرات الجيل الجديد مثل طائرات F-22 وF-35 وطائرات يوروفايترEurofighter .

## المستخدمون
- القوة الجوية الإيطالية
- القوات الجوية الإسرائيلية
- القوات الجوية السنغافورية